# آنخل ده خسوس
آنخل ده خسوس (انگلیسی: Angel de Jesús؛ زادهٔ ۱۸ آوریل ۱۹۵۷) بازیکن فوتبال اهل ونزوئلا بود.
وی همچنین در تیم ملی فوتبال ونزوئلا بازی کرده‌است.